# Charles-René Renou
Charles-René-Alexis Renou MEP (ur. 22 sierpnia 1812 w Vernantes, zm. 18 października 1863 w Kiangka) – francuski duchowny rzymskokatolicki, misjonarz, prefekt apostolski Lhasy.

## Biografia
Studiował w wyższym seminarium duchownym w Angers. 14 września 1836 wstąpił do Towarzystwa Misji Zagranicznych w Paryżu. 20 maja 1837 otrzymał święcenia prezbiteriatu i został kapłanem swojego zgromadzenia.
15 maja 1838 wyjechał do Chin, gdzie został przydzielony do wikariatu apostolskiego Syczuanu i po opanowaniu języka chińskiego przez kolejne lata pracował duszpastersko. W 1840 został mianowany prowikaruszem.
Po utworzeniu 27 marca 1846 wikariatu apostolskiego Lhasy, podjął się zadania ewangelizacji Tybetu. Wyjechał tam w przebraniu kupca. W kwietniu 1848 doniesiono o jego pobycie na terytorium Tybetu (co było zakazane obcokrajowcom) władzom chińskim, które go aresztowały i odeskortowały do Kanton, gdzie został  przekazany przedstawicielowi Francji. Następnie pracował w prowincji Guangdong.
22 września 1852 ponownie w stroju kupca wyruszył do Tybetu i osiadł w klasztorze buddyjskim, gdzie pobierał lekcje języka tybetańskiego. Gdy w okolicy zrobiło się głośno o jego obecności, 18 grudnia 1853 wyjechał do Junnanu. Tam otrzymał informację o mianowaniu go 21 marca 1853 prefektem apostolskim Lhasy od strony Chin (jednocześnie działał prefekt od strony Indii).
W marcu 1854 ponownie wyruszył do Tybetu i po pobycie w klasztorze, w którym przebywał w zeszłym roku, 3 grudnia 1854 wydzierżawił ziemię w Bonga, gdzie założył misję i się osiedlił. Była to pierwsza misja katolicka w Tybecie. Wśród ochrzczonych w Bonga Tybetańczyków dominowali niewolnicy, zarówno dzieci jak i dorośli. Okoliczna ludność buddyjska była w większości wrogo nastawiona do misji, która została kilkukrotnie splądrowana, a jej mieszkańcy pobici. Gdy sytuacja się zaogniła, postanowił się wycofać i przed władzami tybetańskimi i chińskimi w Kiangki walczyć o zachowanie misji, co zakończyło się sukcesem.
17 lutego 1857 Jacques-Léon Thomine-Desmazures został wikariuszem apostolskim Lhasy i przejął on kierowanie wikariatem. W 1861 ks. Renou towarzyszył swojemu biskupowi w podróży do Lhasy, która została zatrzymana przez lamów. Po kilku miesiącach oczekiwania, bp Thomine-Desmazures zawrócił i udał się do Pekinu, nigdy nie powracając do wikariatu - tym samym ks. Renou ponownie został najwyżej postawionym duchownym w wikariacie. Od 20 czerwca 1862 ks. Renou i Desgodins kontynuowali podróż, nie dotarli jednak do celu. Zostali aresztowani i musieli wrócić do Bonga. Obawiając się dalszych komplikacji prefekt udał się do Kiangki, gdzie zabiegał o sprawy misji u lokalnych urzędników. Tam też 18 października 1863 zmarł i został pochowany.